# Diaclone
Diaclone foi uma série de brinquedos lançada pela Takara por volta da década de 1980. Em vez dos brinquedos na escala de 1:1, como Microman, a proposta de Diaclone era ter brinquedos com escalas de 1:60 e eram acompanhados por pilotos de três centímetros de altura.
A linha foi projetada pelos designers de mecha Shoji Kawamori e Kazutaka Miyatake, Diaclone serviu de base para criação da franquia Transformers pela Hasbro.

## Enredo
Nunca foi lançado um anime ou um mangá sobre a série, mas cada catálogo contava um pouco sobre o universo de Diaclone. A história era sobre a Força Especial Diaclone, que luta encontra o império de Waruder, insetos alienígenas que desejava conquistar a Terra. Para isso a Força Diaclone contava com robôs que podiam ser disfarçados em veículos.